# Тит Ветурій Гемін Цикурін (консул 462 року до н. е.)
Тіт Вету́рій Гемі́н Цикурі́н (лат. Titus Veturius Geminus Cicurinus; ? —після 450 до н. е.) — політичний, державний і військовий діяч Римської республіки, консул 462 року до н. е.

## Життєпис
Походив з патриціанського роду Ветуріїв. Син Тита Ветурія Геміна Цикуріна, консула 494 року до н. е.
У 462 році до н. е. його було обрано консулом разом з Луцієм Лукрецієм Триципітіном. Під час своєї каденції успішно воював проти племен вольськів та еквів, за що отримав від сенату овацію.
У 451—450 роках до н. е. був у складі Першої колегії децемвірів, працював над складанням законів республіки. Подальша доля його невідома.